# روخيليو مارتينيز
روخيليو مارتينيز هو لاعب كرة قاعدة كوبي، ولد في 5 نوفمبر 1918، وتوفي في 24 مايو 2010 في نيو لندن في الولايات المتحدة.

## وصلات خارجية
- روخيليو مارتينيز على موقعبيزبول رفرنس.كوم (الدوري الرئيسي) (الإنجليزية)
- روخيليو مارتينيز على موقعبيزبول رفرنس.كوم (الدوري الثانوي) (الإنجليزية)